# 六慾
六慾是中國古代區分感情的一種分類，也可寫作六欲。說法分別是：
- 在佛教典籍《释禅波罗蜜次第法门》中，六慾則指性慾、形貌欲、威儀姿態欲、言語音聲欲、細滑欲和人相欲，把“六慾”定位於俗人對異性天生的六種欲望，也就是現代人常說的“情欲”。
- 東漢哲人高誘對此作了注釋：“六欲，生、死、耳、目、口、鼻也。”可見六慾是泛指人與生俱來的生理需求或欲望。